# 久保優斗
久保 優斗（くぼ ゆうと、1992年8月7日 - ）は、青森県十和田市出身のサッカー選手。

## 来歴
2012年12月、「techfit（テックフィット）ブレないキャンペーン」当選者として、「1日formula」体験と題した槙野智章との合同トレーニングに参加した。
2015年1月22日、プルヴァ・スロヴェンスカ・ノゴメトナ・リーガのNKツェリェに3年契約で加入した。同年3月4日、第21節のNKクルカ戦に先発出場し、プルヴァ・リーガ初出場を果たした。同年6月5日、両者合意により、契約は解除された。
2016年3月、関東サッカーリーグ所属の東京ユナイテッドFC（旧名：LB-BRB TOKYO）に加入した。

## 所属クラブ
- 三本木高等学校
- 東京学芸大学
- 2015年  NKツェリェ
- 2016年 -  LB-BRB TOKYO/東京ユナイテッドFC
  -  LB-BRB Bunkyo (登録変更)